# ما زال كعك على الرصيف (فلم)
ما زال كعك على الرصيف هو فيلم روائي قصير إخراج إسماعيل الهباش، تم إنتاجه في فلسطين عام 2003. يرتكز الفيلم على قصة قصيرة للكاتب غسان كنفاني بعنوان بائع الكعك، ويُعد من الأعمال البارزة في السينما الفلسطينية، حيث يجسد جوانب من معاناة اللاجئين الفلسطينيين من خلال السرد السينمائي.

## قصة الفيلم
تدور أحداث الفيلم في أحد مخيمات اللاجئين في سوريا في مطلع الخمسينات. وتركز أحداثه على علاقة تنشأ بين أستاذ فنون في المدرسة، يلعب دوره الفنان محمد بكري وأحد طلابه الذي يعاني من ظروف صعبة ويختلق دائما مبررات لتقصيره في المدرسة، مما يخلق أجواء من التعاطف معه. ليكتشف الأستاذ أن الطفل يعمل طوال الليل كبائع كعك لإعالة أسرته، وهو الأمر الذي يضع الأحداث في سياق مؤثر يعكس الظروف القاسية التي يواجهها اللاجئون الفلسطينيون.

## الجوائز
حصل الفيلم على إشادة واسعة خلال الدورة الثالثة عشرة لمهرجان القاهرة لسينما الأطفال، حيث فاز بأربع جوائز هامة:
1. جائزة اليونسيف، تكريم خاص من منظمة الأمم المتحدة للطفولة تقديراً للقيم الإنسانية التي يعبر عنها الفيلم.
2. جائزة لجنة تحكيم الأطفال، جائزة تُمنح من قبل لجنة تحكيم تتألف من الأطفال الذين شاهدوا الفيلم.
3. الجائزة الفضية لوزارة الثقافة المصرية.
4. الجائزة البرونزية لمسابقة الأفلام الروائية القصيرة تقديراً للتميز في فئة الأفلام الروائية القصيرة.